# Edward Nares
Edward Nares (26 mars 1762 - 23 juillet 1841) est un historien et théologien britannique et un écrivain généraliste.

## Biographie
Il fait ses études à la Westminster School et à la Christ Church d'Oxford. Il est membre du Merton College d'Oxford et en 1813, il devient professeur Regius d'histoire moderne. Il est vicaire de St Peter-in-the-East, Oxford, puis recteur de Biddenden à partir de 1798  de New Church, Romney à partir de 1827 .
Il est conférencier de Bampton en 1805 . Orthodoxe sur le contenu de la Bible, il est spéculatif sur la question de la pluralité des mondes  et écrit une brochure de 1803 sur le sujet .
Il écrit pour l'Anti-Jacobin . Son roman Think's-I-to-Myself. A serio-ludicro, tragico-comico tale, written by Think's-I-to-Myself Who? (1811) fait sensation lors de sa parution et connait huit éditions en 1812 .

## Famille
Il est le fils de Sir George Nares. Il épouse Lady Charlotte Spencer, fille de George Spencer (4e duc de Marlborough) (une fuite).

## Œuvres
- Sermons composés pour les congrégations de campagne (1803)
- Vue des preuves du christianisme à la fin du prétendu âge de raison (1805 Bampton Lectures )
- Je pense à moi -même (1811)
- je dis, je dis; Un roman de pense-je-à-moi-même (1812)
- Anomalies héraldiques ; ou, classez la confusion dans nos ordres de préséance. Avec des dissertations morales, philosophiques et historiques sur tous les ordres existants de la société. Peu importe qui (1823)
- Éléments d'histoire générale ancienne et moderne (1825)
- Mémoires de la vie et de l'administration du très honorable William Cecil, Lord Burghley (1828) trois volumes [8]
- L'homme, tel que nous le connaissons théologiquement et géologiquement (1834)
- L'Histoire de la Réforme de l'Église d'Angleterre par Gilbert Burnet, révision de 1849